# Mohammed Effendi Chabân
Mohammed Effendi Chabân est un inspecteur des antiquités égyptiennes au début du XXe siècle.
En 1900, il fait un rapport sur la circulation inusitée d'objet archéologiques dans la région d'Hermopolis Magna en Moyenne-Égypte qui attire l'attention d'égyptologues de l'IFAO qui entreprirent des fouilles, permettant la découverte du monastère de Baouit.
En 1901, fut découverte à Achmounein une statue de Mérenptah, actuellement au musée du Caire. Mohammed Effendi Chabân entreprit des fouilles, exhumant la partie antérieure d'un temple, des restes de pylônes et de salle hypostyle. Ce temple, érigé par Mérenptah, est l'objet principal du rapport fait par Chabân publié dans les ASAE en 1907.

## Publications
- avec Gaston Maspero, « Les fouilles Deir el-Aizâm » dans ASAE I, p. 109-119
- « Un tombeau de la XIXe dynastie à El-Khawaled » dans ASAE II, p. 137-140
- avec James Edward Quibell, « Sur une nécropole de la VIe dynastie, à Koçeir el-Amarna » dans ASAE III, p. 250-258
- « Sur le tombeau romain de Tell el-Sabakha » dans ASAE VII, p. 17-18
- « Fouilles à Achmounéîn » dans ASAE VIII, p. 211-223
- « Monuments recueillis pendant mes inspections » dans ASAE X, p. 28-30
- « Fouilles exécutées près d’El-Kantara » dans ASAE XII, p. 69-75
- « Le puits du général Ânkh-uah-ab-rê-si-nit à Saqqarah » dans ASAE XVII, p. 177-182
- « Rapport sur la découverte de la tombe d’un Mnévis de Ramsès II » dans ASAE XVIII, p. 193-195
- « Fouilles dans la nécropole de Saqqarah » dans ASAE XIX, p. 208-215
- « Rapport sur une mission à l’obélisque d’Abguig (Fayoum) » dans ASAE XXVI, p. 105-108